# Milan Švenger (1960)
Milan Švenger, dříve často uváděný jako Milan Švengr (* 21. března 1960, Jihlava) je bývalý český fotbalový brankář. Jeho syn Milan je také brankářem, chytal mj. ve Spartě Praha.
S fotbalem začal až v 15 letech, předtím se věnoval házené.

## Hráčská kariéra
Odchovanec Modety Jihlava hrál v československé lize za Bohemians Praha. V československé lize nastoupil ve 33 utkáních. Na vojně byl mj. v druholigovém klubu VTJ Tábor. Dále hrál za LIAZ Jablonec. V nižších soutěžích působil i v Chorvatsku a na začátku 3. tisíciletí v Německu.
Po roce 1995 chytal v nižších soutěžích za FK Pelikán Děčín (ČFL 1994/95), SK Semily, TJ Sokol Kokonín, TJ Lučany nad Nisou, TJ Sokol Martinice, TJ Velké Hamry, TJ Spartak ZEZ Rychnov nad Nisou, TJ Sokol Rádlo a TJ Sokol Třebeš, kde v červnu 2012 ve věku 52 let s aktivním hraním skončil. Tamtéž se začal už dříve věnovat výchově brankářů a brankářek.

## Ligová bilance
| Ročník                                   | Zápasy | Góly | Minuty | Nuly | Klub                |
| ---------------------------------------- | ------ | ---- | ------ | ---- | ------------------- |
| ČNFL 1979/80                             | -      | -    | -      | -    | VTJ Tábor           |
| I. ČNFL 1981/82                          | 17     | 0    | -      | -    | LIAZ Jablonec       |
| I. ČNFL 1982/83                          | 20     | 0    | -      | -    | LIAZ Jablonec       |
| I. ČNFL 1983/84                          | 16     | 0    | -      | -    | LIAZ Jablonec       |
| I. ČNFL 1984/85                          | 23     | 0    | -      | -    | LIAZ Jablonec       |
| 1. československá fotbalová liga 1985/86 | 7      | 0    | 630    | 4    | Bohemians ČKD Praha |
| 1. československá fotbalová liga 1986/87 | 22     | 0    | 1980   | 8    | Bohemians ČKD Praha |
| 1. československá fotbalová liga 1987/88 | 4      | 0    | 360    | 0    | Bohemians ČKD Praha |
| ČMFL 1992/93                             | -      | -    | -      | -    | Sklobižu Jablonec   |
| CELKEM 1. LIGA                           | 33     | 0    | 2970   | 12   |                     |
| CELKEM 2. LIGA (1981–1992)               | 66     | 0    | -      | -    |                     |